# Pleocnemia winitii
Pleocnemia winitii là một loài thực vật có mạch trong họ Dryopteridaceae. Loài này được Holttum miêu tả khoa học đầu tiên năm 1951.